# 王譽昌
王譽昌（?—1727年），字露渭，號話山。江蘇常熟人。
諸生，然不事舉子業，專攻詩畫。嘗向王翬借畫，僅還其摹本，王翬竟無法分辨。康熙四十三年（1704年）尝作「山水扇」。長洲何悼極欣賞其詩，稱譽為方玄英復出。二十歲後，師從錢陸燦學詩，為虞山詩派後期的代表人物。其詩關心時局，多慷慨之音，《雜感》、《病起言懷》、《春日漫長》等為代表。